# NGC 883
NGC 883 è una galassia lenticolare situata nella costellazione della Balena, a una distanza di circa 245 milioni di anni luce dalla nostra Via Lattea.

## Scoperta
La galassia è stata scoperta il 10 settembre 1785 dall'astronomo britannico di origine tedesca William Herschel.